# كاتسورا (تشيبا)
مدينة كاتسورا (بالإنجليزية: Katsuura)‏ هي إحدى المدن التابعة لولاية تشيبا. تأسست رسميًا في 01/10/1958. ويقدر عدد سكانها بـ 21413 نسمة حسب تقدير مكتب الإحصاء الياباني لعام 2012. تبلغ مساحة كاتسورا 94.2 كم2. بكثافة سكانية تبلغ 227 نسمة/كم2.

## المناخ
يظهر الجدول التالي التغييرات المناخية على مدار السنة لكاتسورا:
| البيانات المناخية لـكاتسورا       | البيانات المناخية لـكاتسورا | البيانات المناخية لـكاتسورا | البيانات المناخية لـكاتسورا | البيانات المناخية لـكاتسورا | البيانات المناخية لـكاتسورا | البيانات المناخية لـكاتسورا | البيانات المناخية لـكاتسورا | البيانات المناخية لـكاتسورا | البيانات المناخية لـكاتسورا | البيانات المناخية لـكاتسورا | البيانات المناخية لـكاتسورا | البيانات المناخية لـكاتسورا | البيانات المناخية لـكاتسورا |
| الشهر                             | يناير                       | فبراير                      | مارس                        | أبريل                       | مايو                        | يونيو                       | يوليو                       | أغسطس                       | سبتمبر                      | أكتوبر                      | نوفمبر                      | ديسمبر                      | المعدل السنوي               |
| --------------------------------- | --------------------------- | --------------------------- | --------------------------- | --------------------------- | --------------------------- | --------------------------- | --------------------------- | --------------------------- | --------------------------- | --------------------------- | --------------------------- | --------------------------- | --------------------------- |
| متوسط درجة الحرارة الكبرى °م (°ف) | 10.6 (51.1)                 | 10.5 (50.9)                 | 12.8 (55.0)                 | 17.0 (62.6)                 | 20.7 (69.3)                 | 23.1 (73.6)                 | 26.2 (79.2)                 | 28.5 (83.3)                 | 26.0 (78.8)                 | 21.5 (70.7)                 | 17.5 (63.5)                 | 13.3 (55.9)                 | 19.0 (66.2)                 |
| المتوسط اليومي °م (°ف)            | 6.1 (43.0)                  | 6.2 (43.2)                  | 8.8 (47.8)                  | 13.6 (56.5)                 | 17.5 (63.5)                 | 20.2 (68.4)                 | 23.3 (73.9)                 | 25.3 (77.5)                 | 22.7 (72.9)                 | 17.7 (63.9)                 | 13.5 (56.3)                 | 8.8 (47.8)                  | 15.3 (59.6)                 |
| متوسط درجة الحرارة الصغرى °م (°ف) | 1.9 (35.4)                  | 2.2 (36.0)                  | 4.7 (40.5)                  | 9.9 (49.8)                  | 14.1 (57.4)                 | 17.6 (63.7)                 | 21.0 (69.8)                 | 22.8 (73.0)                 | 20.0 (68.0)                 | 14.5 (58.1)                 | 9.6 (49.3)                  | 4.7 (40.5)                  | 11.9 (53.5)                 |
| الهطول مم (إنش)                   | 83.2 (3.28)                 | 108.0 (4.25)                | 168.9 (6.65)                | 154.8 (6.09)                | 179.9 (7.08)                | 229.9 (9.05)                | 132.9 (5.23)                | 149.8 (5.90)                | 218.7 (8.61)                | 251.8 (9.91)                | 157.7 (6.21)                | 84.4 (3.32)                 | 1٬920 (75.58)               |
| متوسط تساقط الثلوج سم (إنش)       | 1 (0.4)                     | 3 (1.2)                     | 0 (0)                       | 0 (0)                       | 0 (0)                       | 0 (0)                       | 0 (0)                       | 0 (0)                       | 0 (0)                       | 0 (0)                       | 0 (0)                       | 0 (0)                       | 4 (1.6)                     |
| متوسط الرطوبة النسبية (%)         | 57                          | 61                          | 66                          | 75                          | 79                          | 85                          | 87                          | 85                          | 82                          | 76                          | 70                          | 64                          | 74                          |
| ساعات سطوع الشمس الشهرية          | 167.8                       | 142.6                       | 159.7                       | 164.2                       | 183.2                       | 135.1                       | 164.2                       | 220.0                       | 153.2                       | 139.3                       | 137.6                       | 163.5                       | 1٬930٫4                     |
| المصدر: NOAA (1961-1990)          |                             |                             |                             |                             |                             |                             |                             |                             |                             |                             |                             |                             |                             |

## معرض صور

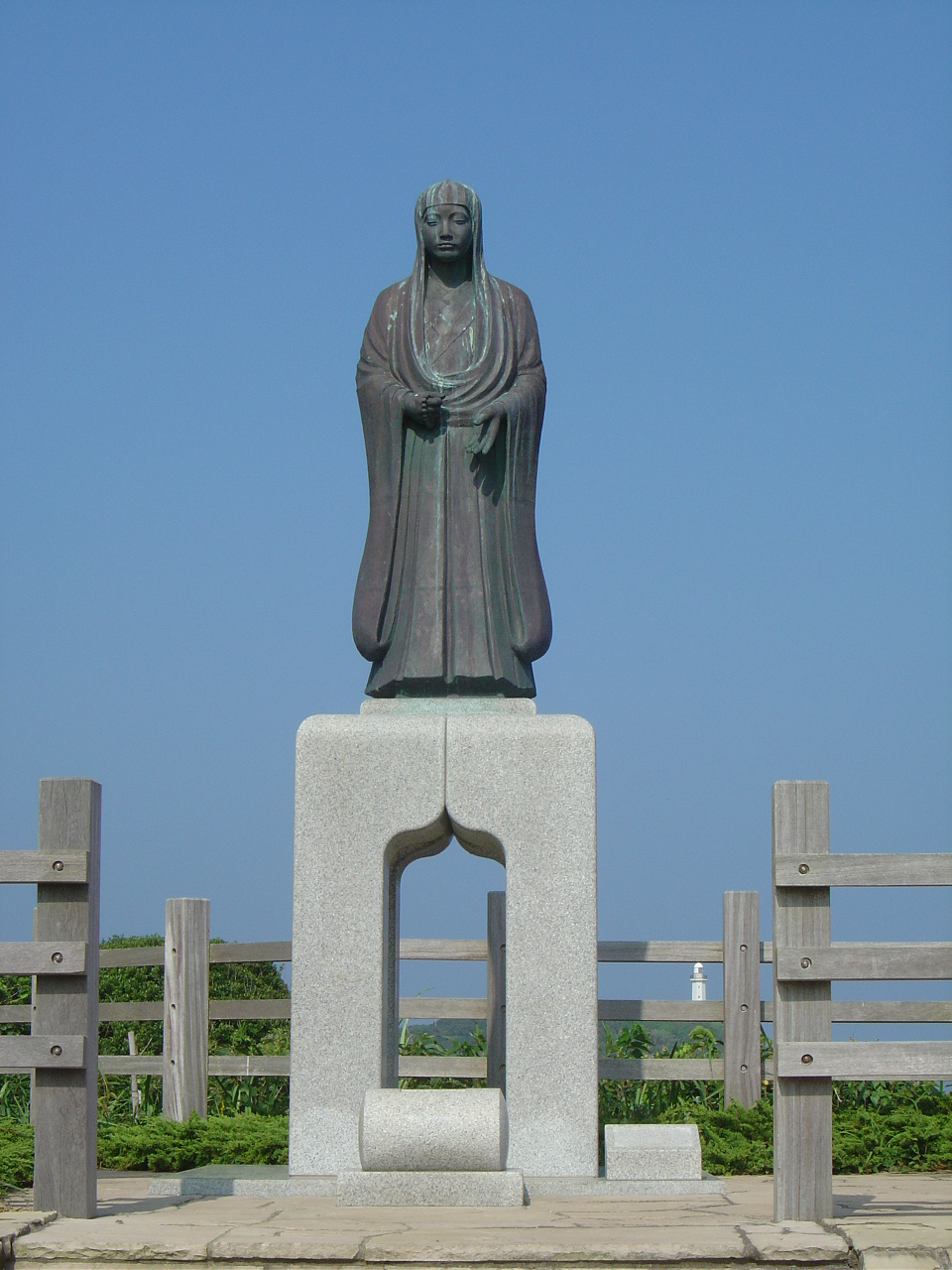
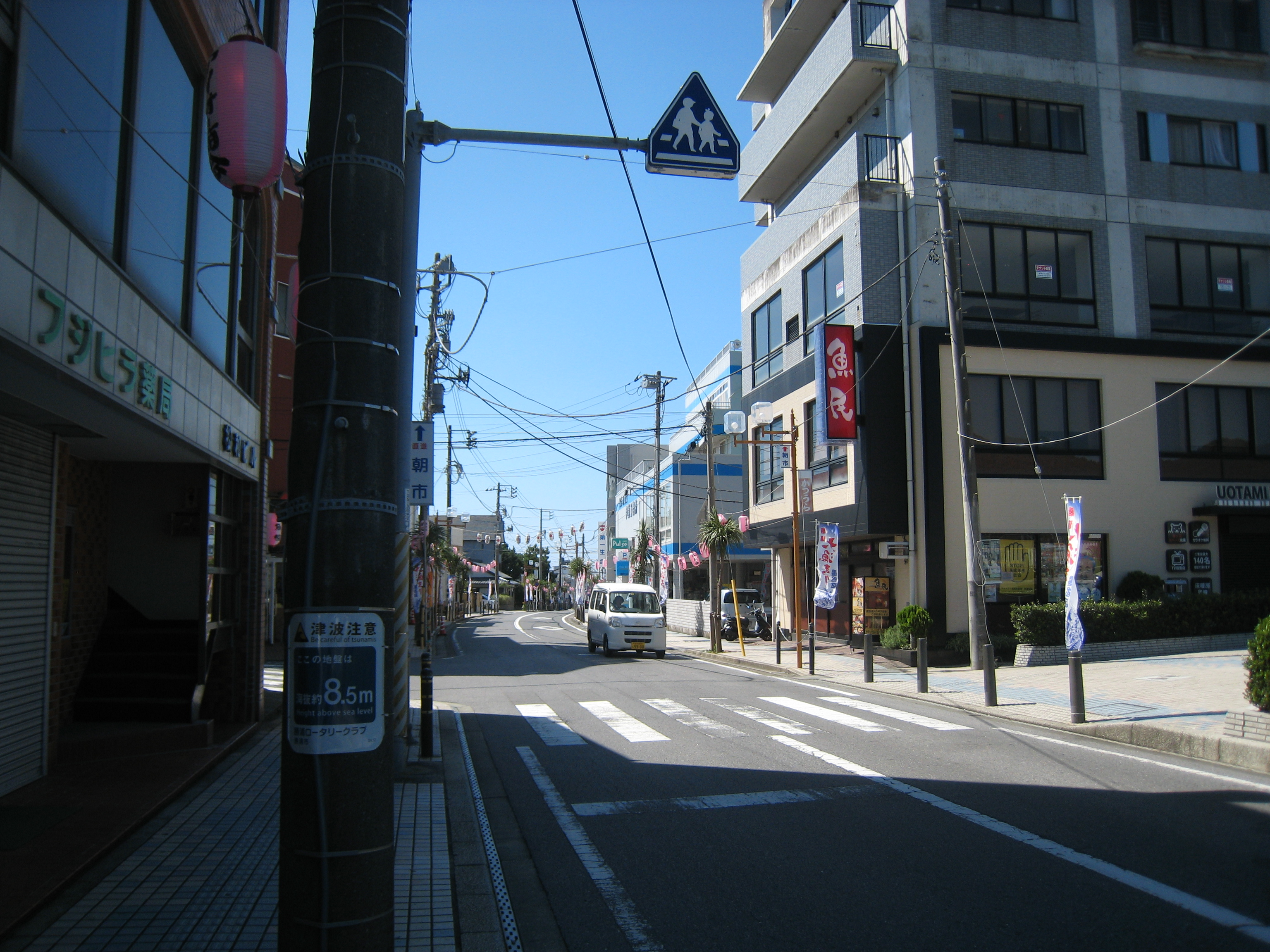
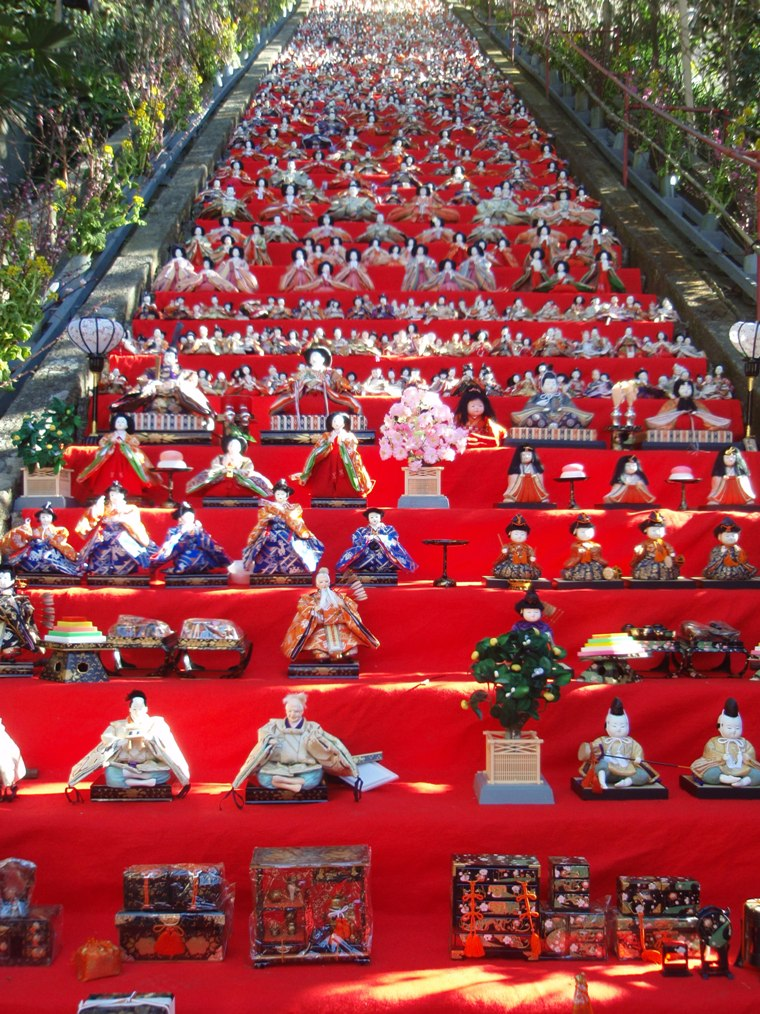
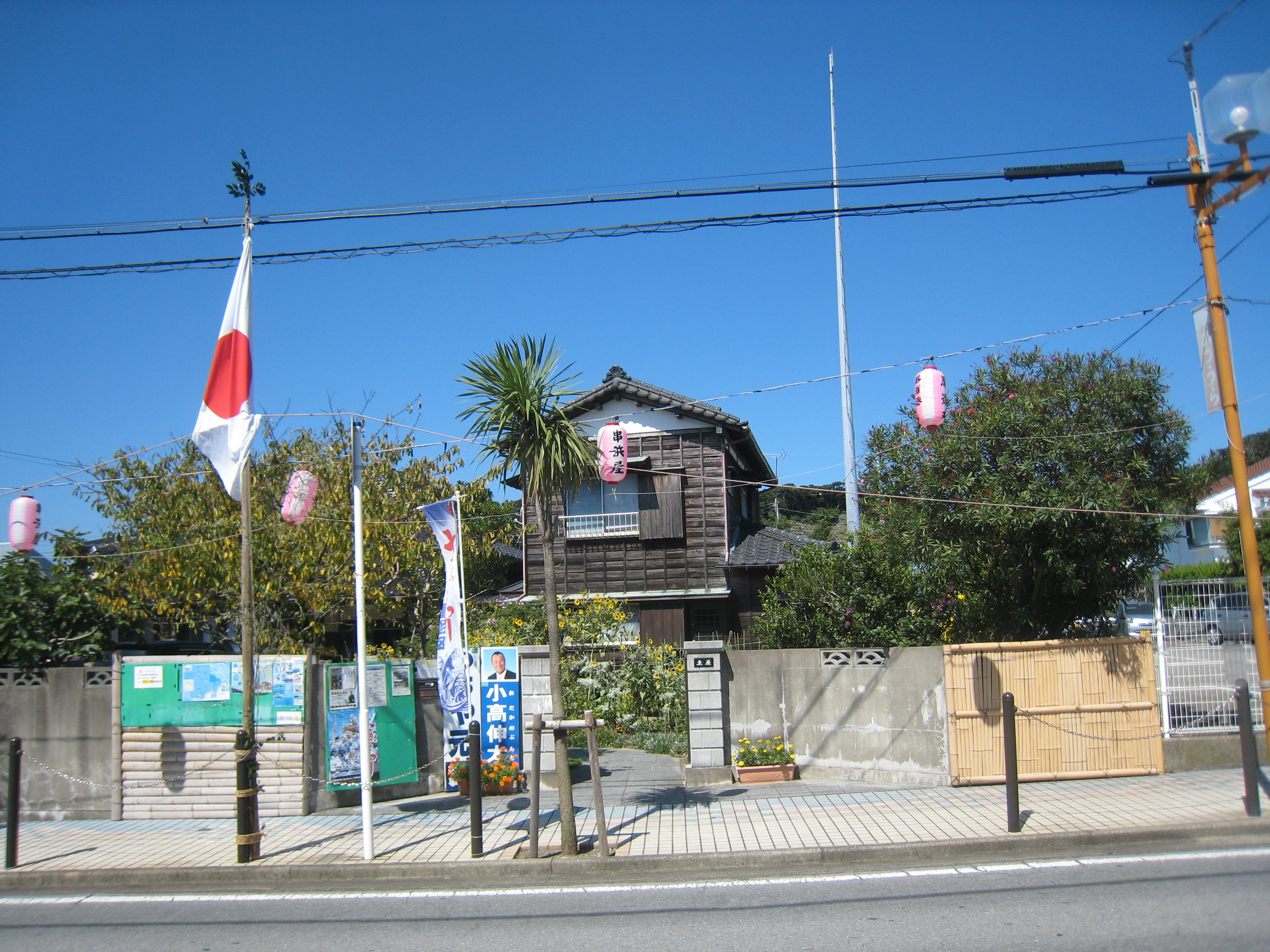
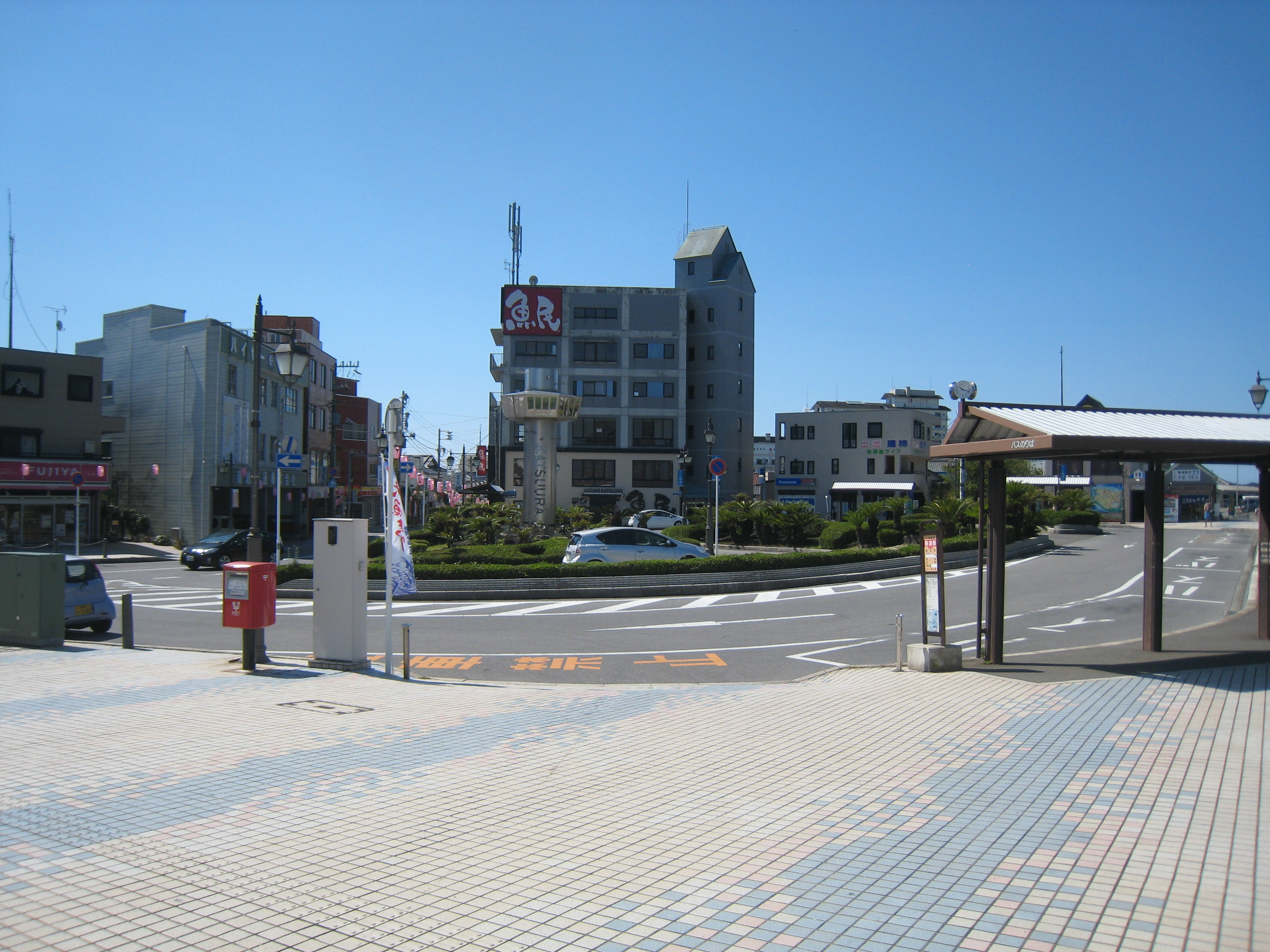